# Jan Huisjes

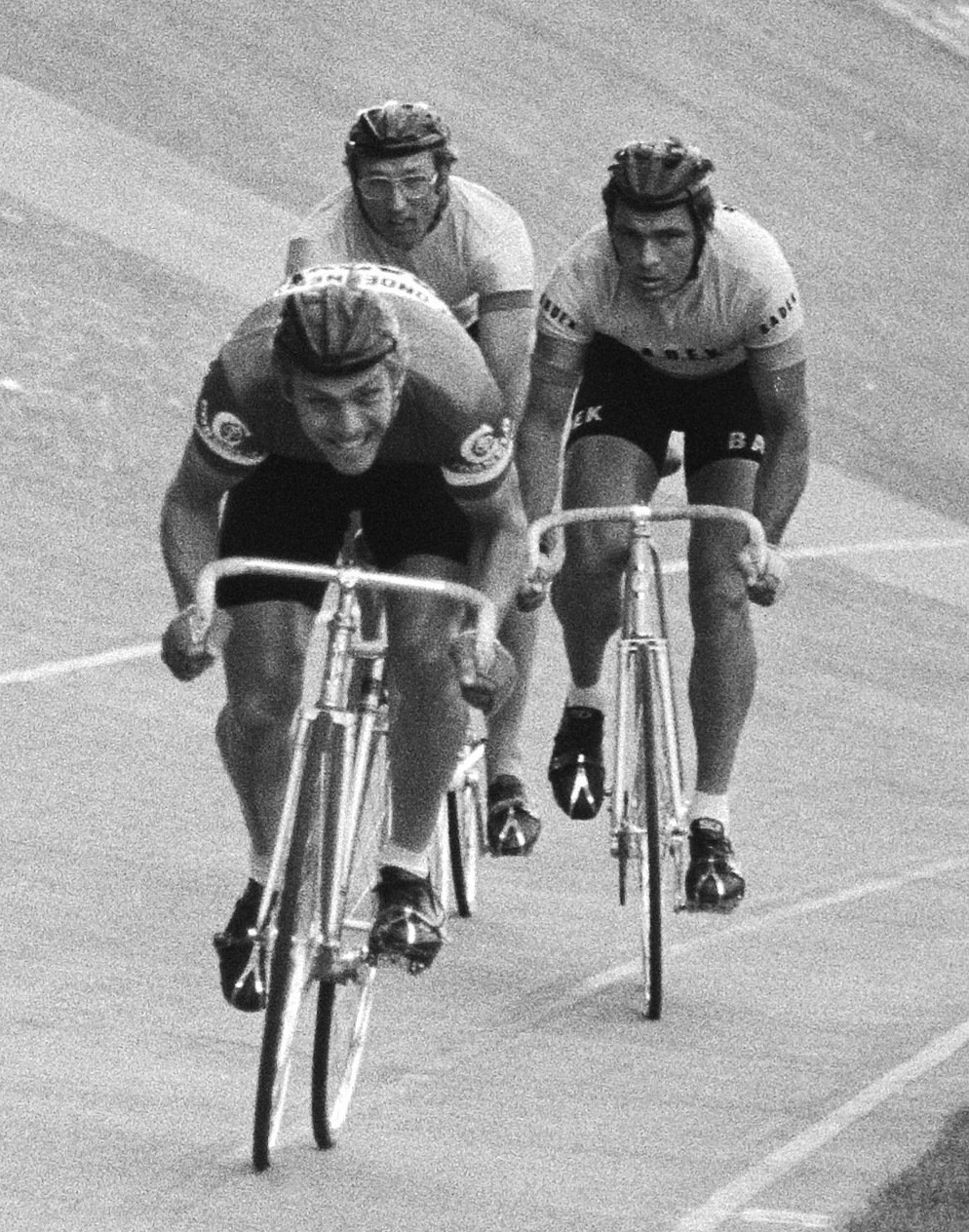
Jan Huisjes in zijn winnende sprint in 1977

Jan Huisjes (Hardenberg, 21 april 1951) is een Nederlands voormalig wielrenner.
Huisjes was prof in 1977 en 1978. In 1977 werd hij Nederlands kampioen baanwielrennen op de onderdelen 50km en sprint.

## Erelijst
- 1974: 3e etappe Tour de RDA
- 1975: Dwars door Gendringen
- 1976: 1e etappe deel b Ronde van Noord-Holland
- 1976: 6e etappe Olympia's Tour
- 1977: NK baan 50km
- 1977: NK baan Sprint
- 1977: 3e etappe Ronde van Picardië

## Ploegen
- 1973: Hebro - Flandria
- 1976: Soka Snack's
- 1977: De Onderneming-Marvik-Benco (vanaf 1 mei)
- 1978: TI-Raleigh